# مونيك برولكس
مونيك برولكس (بالفرنسية: Monique Proulx)‏ (17 يناير 1952، مدينة كيبك في كندا)؛ كاتِبة، سيناريست وروائية كندية. درست في جامعة لافال.

## روابط خارجية
- مونيك برولكس على موقع IMDb (الإنجليزية)
- مونيك برولكس على موقع ألو سيني (الفرنسية)
- مونيك برولكس على موقع أول موفي (الإنجليزية)
- مونيك برولكس على موقع قاعدة بيانات الفيلم (الإنجليزية)
- مونيك برولكس على موقع كينوبويسك (الروسية)